# Коркино (Всеволожский район)
Ко́ркино (фин. Korkkina) — деревня в Колтушском городском поселении Всеволожского района Ленинградской области.

## Название
«Korkki» переводится с финского как «пробка».

## История
Первое картографическое упоминание деревни — селение Korkina на карте Карелии, составленной после взятия Кексгольма в 1580 году.
Деревня упоминается в наиболее старых из сохранившихся церковных регистрационных книгах Колтушского лютеранского прихода, начиная с 1745 года.

КОРКИНА — деревня графа Остерман-Толстого, по просёлкам, 8 дворов, 22 души м. п. (1856 год)

МЫЗА КОРКИНО — имение И. А. Попова, при Коркино 1 двор, 2 м. п.

КОРКИН — посёлок, имение купца Н. А. Алексеева, при о. Коркино 2 дома, 8 м. п., 6 ж. п., всего 14 чел.

КОРКИНО — мыза, имение М. Р. Трегубовой при о. Коркино 1 двор, 2 м. п., 1 ж. п., всего 3 чел.

КОРКИНО (ПУККИ, имение КОЗЛЫ) — починок семейства Пукки, около о. Коркина 1 двор, 8 м. п., 7 ж. п., всего 15 чел. смежен с имениями Трегубовой и Ухина. (1896 год)

В конце XIX — начале XX века деревня административно относилась к Колтушской волости 2-го стана Шлиссельбургского уезда Санкт-Петербургской губернии. Население деревни было однородным — финским.

КОРКИНО — деревня Каннистского сельсовета Ленинской волости, 16 хозяйств, 66 душ.

Из них: русских — 1 хозяйство, 2 души; финнов-ингерманландцев — 1 хозяйство, 4 души; финнов-суоми — 12 хозяйств, 51 душа; эстов — 1 хозяйство, 2 души; карел — 1 хозяйство, 7 душ; (1926 год)

По административным данным 1933 года деревня Коркино относилась к Колтушскому финскому национальному сельсовету.
В 1938 году население деревни составляло 49 человек, все финны.

КОРКИНО — деревня Колтушского сельсовета, 73 чел. (1939 год)

- План деревни Коркино. 1939 год

В 1940 году деревня насчитывала 10 дворов.
В годы Великой Отечественной войны в деревне стоял батальон связи.
До 1942 года — место компактного проживания ингерманландских финнов.
В годы войны рядом с деревней у Коркинского озера находился штаб 67-й армии Ленинградского фронта, которой командовал генерал-лейтенант Михаил Павлович Духанов. В самой деревне располагался полевой подвижный госпиталь № 819.
По данным 1966, 1973 и 1990 годов деревня Коркино входила в состав Колтушского сельсовета.
В 1997 году в деревне проживали 16 человек, в 2002 году — 9 человек (русских — 78%), в 2007 году — 24.

## География
Находится в южной части района на восточной оконечности Колтушской возвышенности на автодороге 41К-310 (Колтуши — Коркино).
Рядом с деревней располагаются 2 озера: 1-е Коркинское озеро — популярное место отдыха, въезд платный, в озере водятся раки, в 2005 году для спортивной рыбалки в озеро была запущена форель; 2-е Коркинское озеро — маленькое озеро, официально непригодное для купания.
Расстояние до административного центра поселения — 4 км.
Расстояние до ближайшей железнодорожной станции Заневский Пост — 14 км.

## Демография
| 2007 | 2010 | 2017 |
| ---- | ---- | ---- |
| 24   | ↘19  | ↗24  |

Национальный состав
Согласно данным Всероссийской переписи населения 2021 года в деревне проживали 28 человек, все русские.

## Инфраструктура
Через деревню проходит дорога Бор — Озерки.
Деревня закреплена за МОУ «Колтушская средняя общеобразовательная школа им. ак. И. П. Павлова».
Над озером проходит ЛЭП Всеволожск — Тавры.

## Фото
- 1-е Коркинское озеро
- Центральный пляж

## Улицы
Дорожная, Лесная, Моховая, Сергиевская.